# Antonio Foggia
Pour les articles homonymes, voir Foggia (homonymie).
Antonio Foggia (Rome, 12 juin 1652 – Rome, 4 juin 1707) est un compositeur et maître de chapelle italien de la seconde moitié du XVIIe siècle.

## Biographie
Antonio Foggia est le fils cadet du compositeur et maître de chapelle Francesco Foggia et d'Eugenia Agostini. Son père exerce en tant que professeur à la Basilique Sainte-Marie-Majeure et il est l'élève dans la direction et la composition. En outre il étudie le clavecin et l'orgue.
En 1672, il épouse Teresa Massari, qui lui donne deux filles : Anna Maria et Maddalena, nées respectivement en 1673 et 1674.
Il est membre de la Société des musiciens de Rome dès 1671, vicemaestro à Sainte-Marie-Majeure et maître de chapelle dès 1675 à San Girolamo della Carità. Il reçoit des commandes pour la fête de Sainte-Cécile en 1674, des litanies en 1676 pour la même occasion, des Vêpres pour la fête San Carlo en 1684. Malade pendant une longue période, il est remplacé par Alessandro Scarlatti à son poste à San Girolamo della Carità en 1682 et 1683, puis également à partir de 1702 à Sainte-Marie-Majeure.
En 1688, au décès de son père, il reprend la succession au poste de maître de chapelle de Sainte-Marie-Majeure, poste qu'il occupe jusqu'à sa mort en 1707.

## Œuvre
Des six oratorios (entre 1679 et 1694), la musique a été perdue, ne restant que les livrets. On dispose de quelques compositions liturgiques (deux messes à 3 voix, 1673 et 1675) et un motet, O quam fulgido splendore.